# Čmelák úhorový
Čmelák úhorový (Bombus ruderarius Müller) je zástupce čeledi včelovitých. V České republice náleží mezi zákonem chráněné druhy.

## Rozmnožování

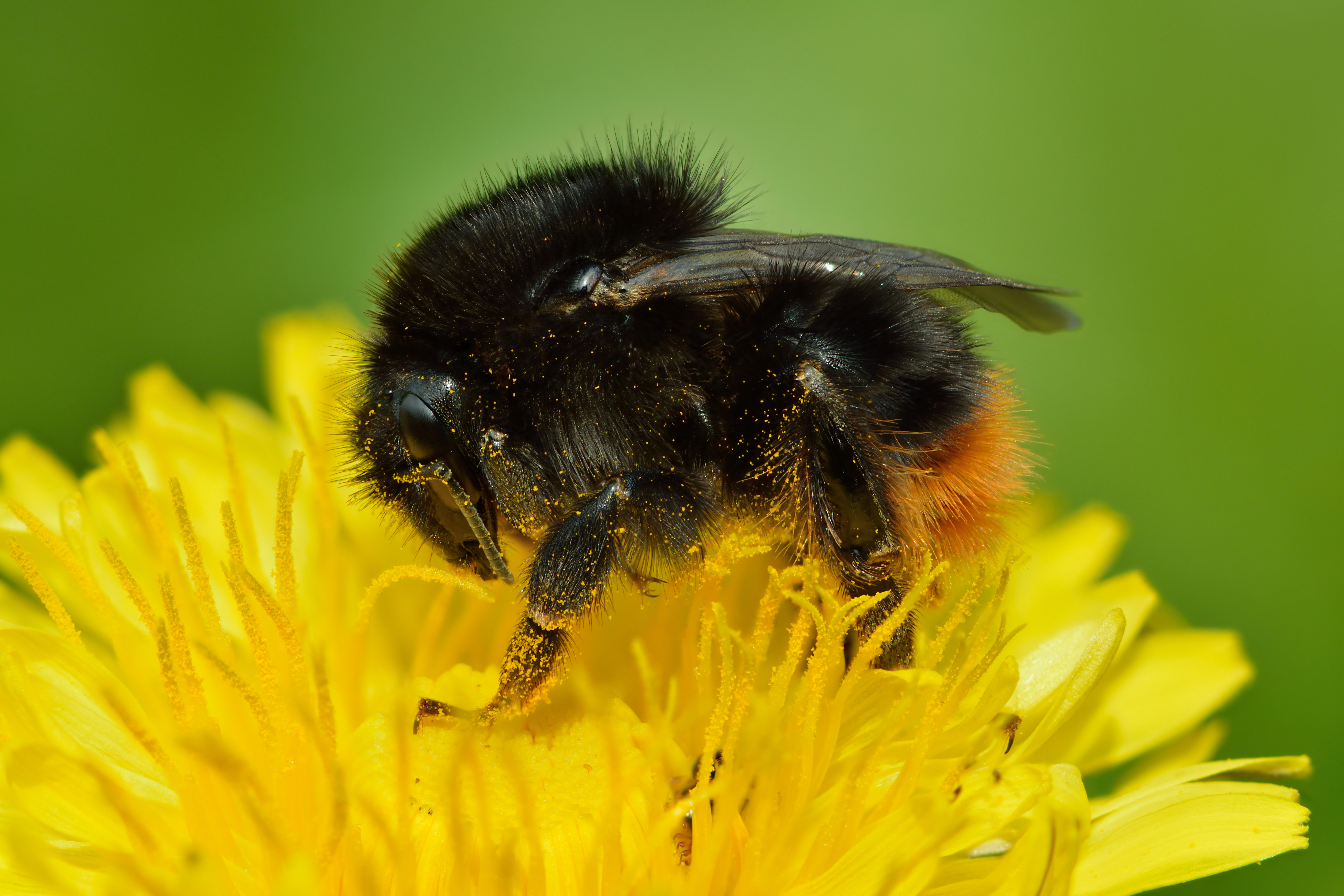
Čmelák úhorový

Patří do druhové skupiny pocket makers, tzn. že při stavbě díla jsou pod larvami budovány zvláštní voskové kapsičky. Dělnice do nich ukládají pyl a med. Larvy nejsou krmeny, ale samy takto nashromážděnou potravu odebírají.

## Popis
Jde o malý druh. Matka dorůstá 16 mm–18 mm. Za letu vydává jemnější tón.
Tělo je celé černé, pouze zadeček je zbarven červeně. Pro druh určující jsou červeně zbarvené brvy tvořící košíčky zadních noh u matky a dělnic. Zbarvením se pohlaví od sebe neliší. Jen samečci mají někdy šedivé chlupy na předohrudi, zadohrudi a zadečkových článcích.

## Způsob života
Středně raný druh. Rozšířen od nížin po střední polohy. Údajně hnízdí jen na povrchu v trávě. Rodiny jsou méně početné do sta jedinců.